# 黃斑胡椒鯛
黃斑胡椒鯛（学名：Plectorhinchus flavomaculatus），又稱黃點石鱸，俗名打鐵婆，為輻鰭魚綱鱸形目石鱸科的其中一個種。

## 分布
本魚分布於印度西太平洋區，包括紅海、東非、南非、馬達加斯加、模里西斯、塞席爾群島、馬爾地夫、斯里蘭卡、印度、日本、韓國、中國沿海、台灣、越南、菲律賓、印尼、澳洲、新幾內亞、新喀里多尼亞、帛琉、所羅門群島、馬里亞納群島、馬紹爾群島、密克羅尼西亞、諾魯、斐濟群島等海域。

## 深度
水深3至50公尺。

## 特徵
本魚幼魚體色為淡藍色，頭部有許多藍色縱紋，頭頂、背鰭及尾鰭上有許多大小不一的藍色圓斑散布，其中大者約如瞳孔大小，腹側則無此圓斑。而成魚體色呈淡黃褐色，頭及身上的斑點變為淡褐色，斑點並擴及腹部。背鰭硬棘13至14枚、軟條20至22枚；臀鰭硬棘3枚、軟條7枚。側線鱗片數56至59枚。體長可達60公分。

## 生態
本魚棲息於岩礁區，為肉食性魚類，以甲殼類、魚類為食。

## 經濟利用
為美味的食用魚，小魚體色鮮艷可做為觀賞魚。適合紅燒或煮湯食用。